# Championnat international d'escrime 1922
Navigation
Édition précédente Édition suivante
La deuxième édition du Championnat international d'escrime de 1922 s'est déroulé dans deux endroits différents : l'épreuve d'épée à Paris et le sabre à Ostende, en Belgique.

## Résultats
| Épreuves                              | Or               | Argent              | Bronze           |
| ------------------------------------- | ---------------- | ------------------- | ---------------- |
| Épée                                  |                  |                     |                  |
| Hommes individuel résultats détaillés | Raoul Heide      | Robert Liottel      | Gaston Cornereau |
| Sabre                                 |                  |                     |                  |
| Hommes individuel résultats détaillés | Adrianus de Jong | Maurice Taillandier | Léon Tom         |

## Tableau des médailles
| Rang  | Nation   | Or | Argent | Bronze | Total |
| ----- | -------- | -- | ------ | ------ | ----- |
| 1     | Norvège  | 1  | 0      | 0      | 1     |
| 1     | Pays-Bas | 1  | 0      | 0      | 1     |
| 3     | France   | 0  | 2      | 1      | 3     |
| 4     | Belgique | 0  | 0      | 1      | 1     |
| TOTAL | TOTAL    | 2  | 2      | 2      | 6     |